# Bejeweled Twist
Bejeweled Twist es un juego de rompecabezas de la serie Bejeweled creado y publicado por PopCap Games, lanzado el 27 de octubre de 2008.

## Jugabilidad
En lugar de intercambiar dos gemas, el jugador gira un conjunto de cuatro gemas en el sentido de las agujas del reloj. No todos los movimientos tienen que formar una línea de tres, pero cada vez que se forma una línea durante un movimiento, una marca se sumará a la barra del multiplicador donde cada vez que se llena la barra, el multiplicador aumenta en 1, lo que multiplica los puntos ganados. haciendo coincidir gemas. La barra de tick del multiplicador se vaciará si se realiza un movimiento que no alinea tres o más gemas. Si se hace lo mismo cuando la barra está vacía, el multiplicador disminuye en 1. El multiplicador alcanza un máximo de X10. En todos los modos, excepto Desafío, también hay un mini desafío adicional opcional que el jugador puede completar haciendo coincidir las gemas mostradas en orden. Completar el mini-desafío otorgará tics adicionales al juego y eliminará una gema mala de la pantalla (o cuando no haya ninguna, se otorgarán más modos de juego disponibles.

### Clásico
El jugador intenta unir gemas y las coincidencias resultantes contribuyen a una barra de nivel superior a la izquierda de la pantalla. Cuando la barra está llena, el jugador avanza al siguiente nivel. El juego termina cuando una Joya Bomba o una Joya Prohibida activa una cuenta regresivamente hasta cero y la ruleta de desarmado aterriza en una calavera, momento en el que el tablero de juego y la nave espacial se destruyen y el juego termina. Este es el único modo disponible en la versión DSiware del juego, aparte del modo Battle exclusivo de DS.

### Zen
El modo Zen es similar al modo clásico, pero no incluye Joyas Bomba, bloqueados o Prohibidas, por lo que continúa sin fin y el jugador nunca puede perder. Este modo todavía tiene Carbón para bonificaciones adicionales. Este modo está diseñado para principiantes y para aquellos que desean un ritmo de juego más relajado.

### Desafío
El desafío se desbloquea cuando el jugador llega al rango 3 (Rotador).
El modo desafío se compone de varios desafíos diferentes. En cada planeta, el jugador recibe un desafío específico para completar. En las versiones para PC y Mac, todos los planetas al principio (excepto Detonator) están bloqueados. Cuando se completa al menos el primer desafío en un planeta, se desbloquea el siguiente planeta. Cada vez que se completa un desafío, el jugador recibe estrellas. Cada planeta tiene siete desafíos que aumentan en dificultad. Después de completar el séptimo desafío, el desafío del planeta se convierte en un Modo Eclipse, donde al jugador se le asigna la tarea de lograr el objetivo más alto posible en 3 minutos (excepto Stratamax y Survivor). Hay 13 planetas por limpiar.

### Blitz
Blitz se desbloquea cuando se completa el nivel 10 en el modo clásico por primera vez. Este modo está desbloqueado al principio en la versión de Steam.
Blitz es el nuevo nombre del modo cronometrado del juego Bejeweled original. La jugabilidad es la misma que en el modo clásico, pero con un límite de tiempo de cinco minutos para acumular tantos puntos como sea posible. En la versión web, el límite de tiempo es de tres minutos. El juego termina cuando una Joya Bomba cuenta atrás hasta cero o cuando se acaba el tiempo. A medida que avanza el juego, el locutor alertará al jugador cuánto tiempo queda, comenzando a intervalos de un minuto, luego treinta segundos y finalmente a diez segundos, donde se puede escuchar una cuenta regresiva.

### Batalla
El modo de batalla es exclusivo de las versiones del juego para Nintendo DS y DSiWare. Es idéntico al Modo Clásico, pero con diferencias con dicho modo. Permite al jugador luchar contra otro jugador. El jugador envía bombas al tablero del otro jugador haciendo 6 partidos consecutivos. El jugador intenta llenar un tubo de "tira y afloja" para ganar el partido. El jugador que llene el tubo de batalla primero gana. El jugador sube de nivel su nave espacial después de ganar partidos.

## Banda sonora
La banda sonora del juego está compuesta por el músico finlandés Peter Hajba, conocido por su apodo en la demoscene Skaven, y Phillipe Charon. Ken Tamplin interpreta la voz en el menú principal y durante el juego .  En la versión de Xbox 360, Lani Minella es la voz del juego.